# Acropora natalensis
Acropora natalensis är en korallart som beskrevs av Riegl 1995. Acropora natalensis ingår i släktet Acropora och familjen Acroporidae. IUCN kategoriserar arten globalt som otillräckligt studerad. Inga underarter finns listade i Catalogue of Life.